# Kastell von Kopenhagen

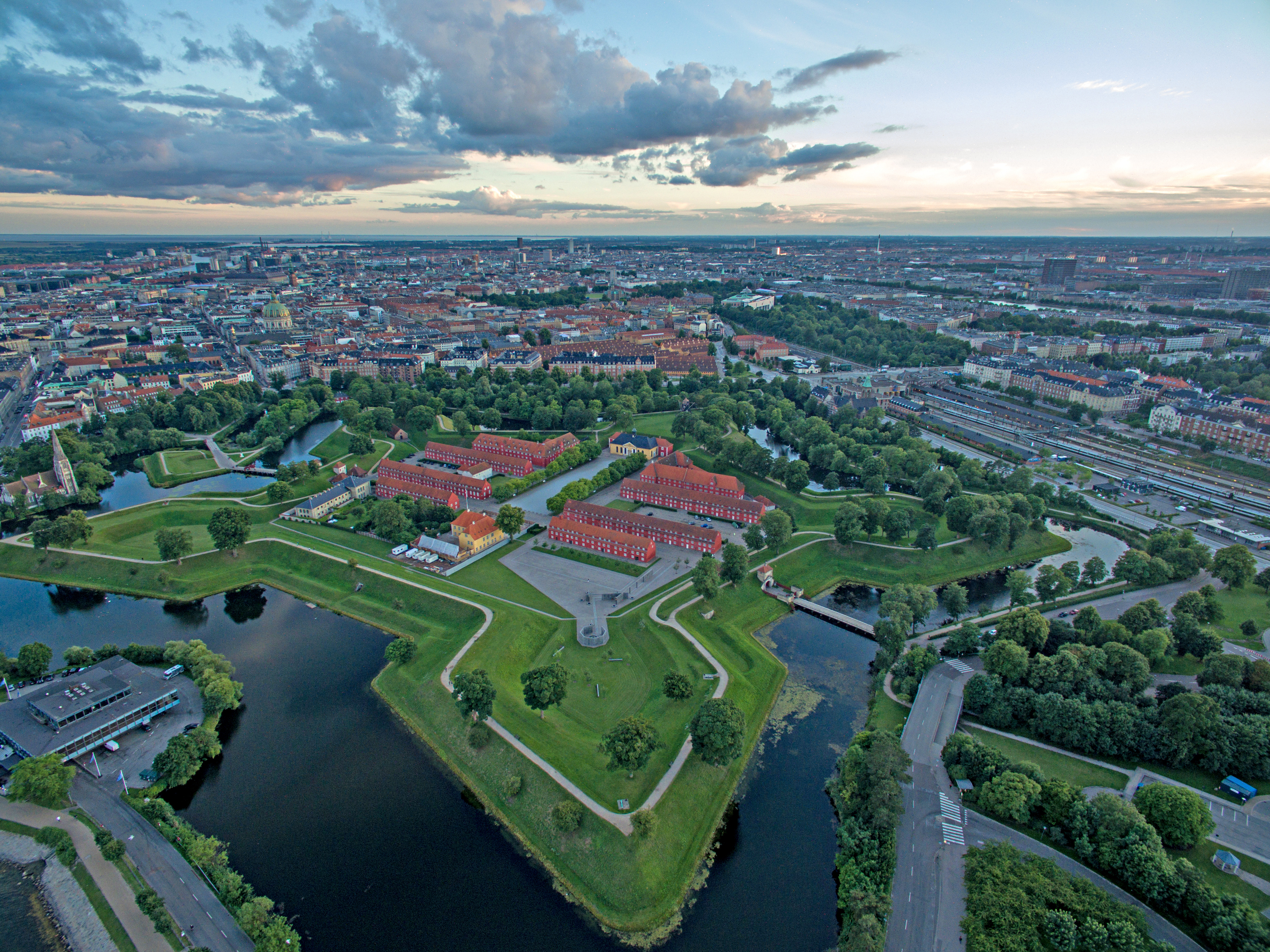
Luftaufnahme des Kastells

Das Kastell von Kopenhagen (dänisch: Kastellet) ist eine 1667 fertiggestellte Zitadelle im Nordosten der Stadt Kopenhagen in Dänemark, die bis 1870 in die Kopenhagener Stadtbefestigung integriert war.

## Geschichte

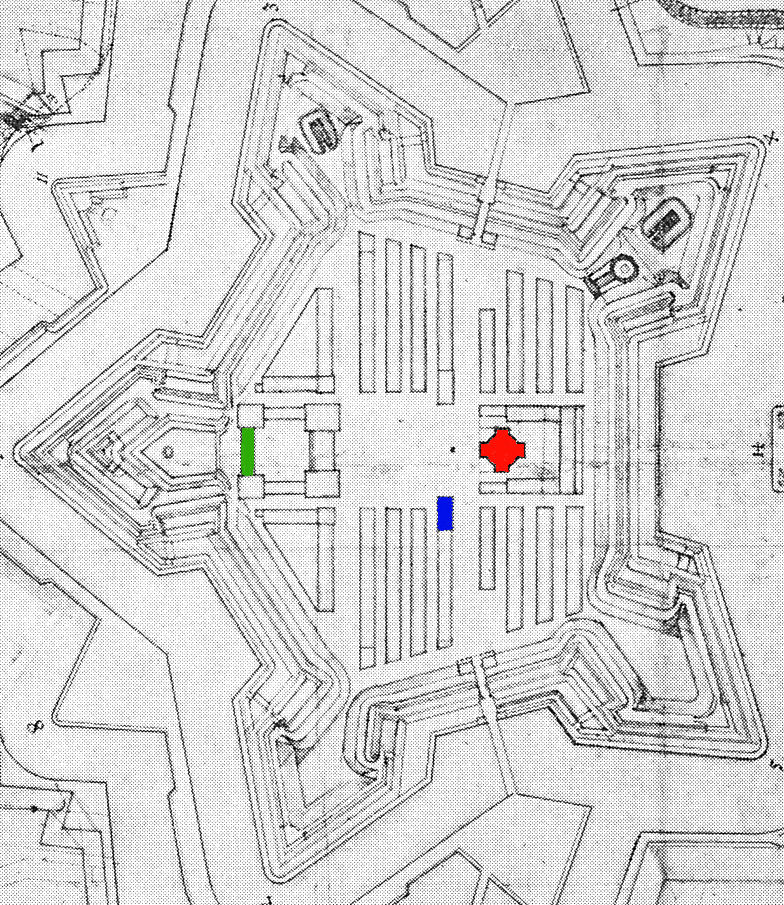
Plan von Ruse

Das nach dem Idealentwurf von Pietro Cataneo errichtete Kastell nimmt die Stelle einer unter König Christian IV. 1625 am Hafeneingang errichteten Schanze ein. Durch den Verlust des Lands östlich des Öresunds im Jahr 1658 erlangte die Schanze erhöhte strategische Bedeutung. Der Auftrag zum Ausbau erging an den Niederländer Henrik Ruse, der zuvor schon am Ausbau der Festung Harburg mitgewirkt hatte. Der Ausbau war 1667 abgeschlossen, in der Folge kam es jedoch zu wiederholten Umbauten. 1892 wurde der östliche Teil der Festung an die Stadt Kopenhagen abgetreten, die eine Straße und eine Bahntrasse durch das Kastell legen ließ. Nach 1945 erfolgten umfangreiche Erneuerungen.

## Anlage

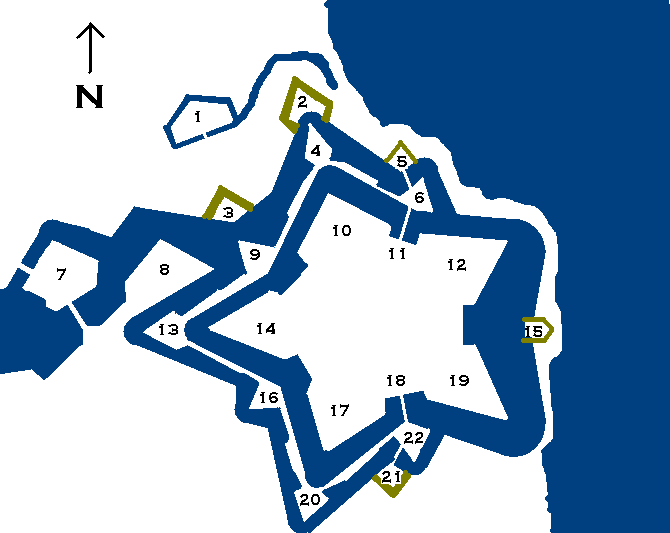
Karte des Kastells etwa 1750:
(1) Lünette Spitzbergen
(2) Reduit Färöer
(3) Reduit Hetland
(4) Kontergarde Lolland
(5) Reduit Norwegen
(6) Ravelin Norwegen
(7) Ravelin des Osttors
(8) Bastion Grönland
(9) Ravelin Bornholm
(10) Bastion des Prinzen
(11) Norwegisches Tor
(12) Bastion der Prinzessin
(13) Kontergarde Møn
(14) Bastion des Königs
(15) Reduit Pinneberg
(16) Ravelin Fünen
(17) Bastion der Königin
(18) Königstor (Seeländisches Tor)
(19) Bastion des Grafen
(20) Kontergarde Falster
(21) Reduit Seeland
(22) Ravelin Seeland.

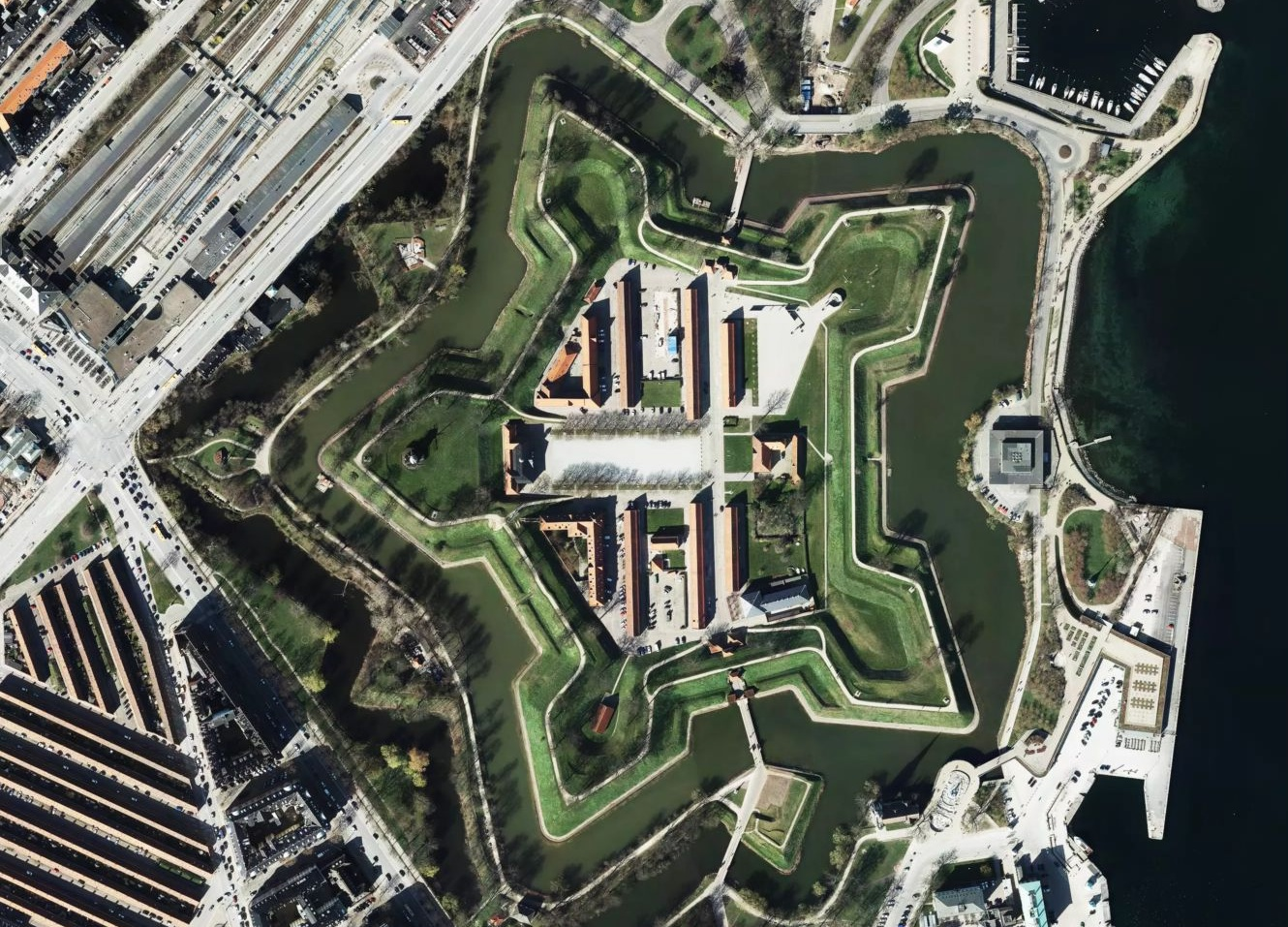
Luftaufnahme des Kastells, 2014

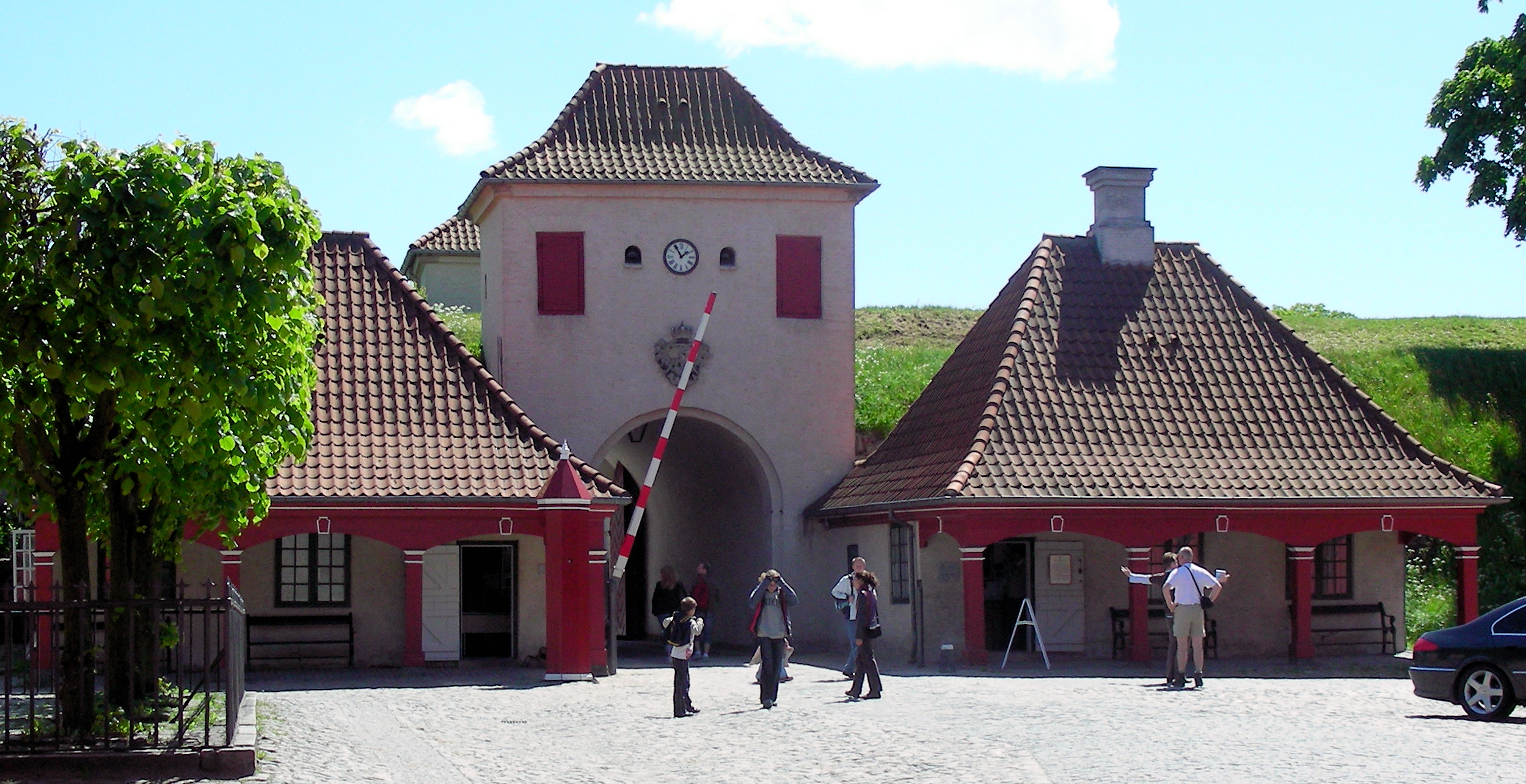
Kongeporten

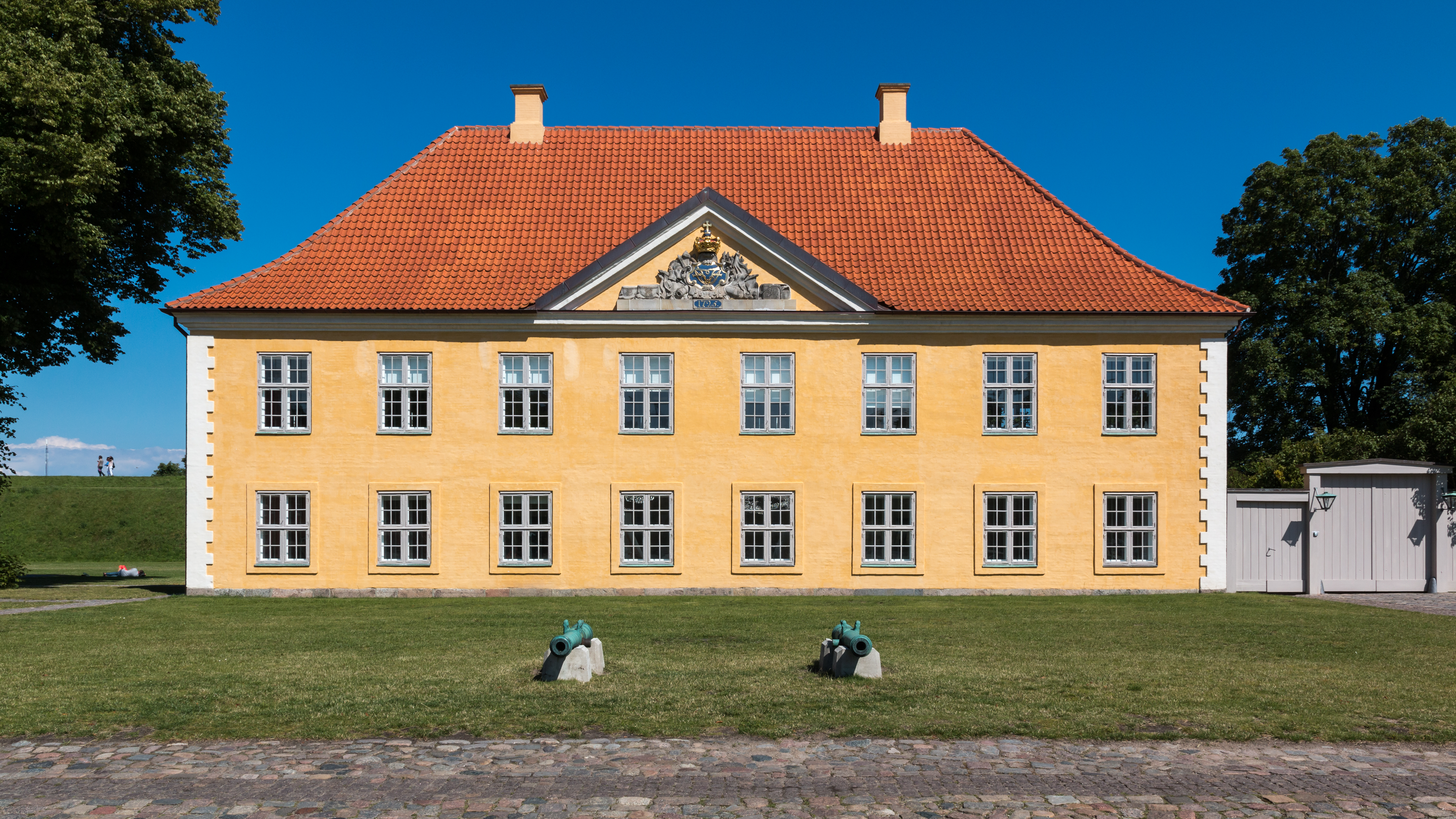
Die Kommandantur

Die in Form eines fast regelmäßigen Fünfecks innerhalb eines Systems von Wassergräben errichtete Anlage weist die fünf Bastionen Kongens Bastion, Dronningens Bastion, Prinsens Bastion, Prinsessens Bastion und Grevens Bastion, mehrere vorgelagerte Ravelins (Wallschild) und Kontergarden auf; der Zugang erfolgt über das Tor Sjaellandsporten (Kongeporten; mit einer Büste des Königs Frederik III. von François Dusart) und dem von Lambert van Haven angelegten Norwegischen Tor (Norgesporten). Im Inneren befinden sich das Kommandantenhaus (Kommandantbolig) von Elias David Häusser aus dem Jahr 1725, die als Rechtecksaal ausgeführte Kirche mit Holztonne in der Mittelachse der Anlage, das unmittelbar anschließende Gefängnis sowie symmetrisch angeordnete Kasernen und Magazine. Auf Kongens Bastion wurde eine Windmühle errichtet.